# Монголия на зимних Олимпийских играх 1994
Монголия принимала участие в Зимних Олимпийских играх 1994 года в Лиллехамере (Норвегия) в восьмой раз за свою историю, но не завоевала ни одной медали. Сборную представлял только один спортсмен, шорт-трекист Батчулууны Бат-Оргил, выступивший в двух видах программы.

## Результаты

### Шорт-трек
Мужчины
| Спортсмен            | Дистанция | Первый раунд | Первый раунд | Четвертьфинал        | Четвертьфинал        | Полуфинал            | Полуфинал            | Финал                | Финал |
| Спортсмен            | Дистанция | Время        | Место        | Время                | Место                | Время                | Место                | Время                | Место |
| -------------------- | --------- | ------------ | ------------ | -------------------- | -------------------- | -------------------- | -------------------- | -------------------- | ----- |
| Батчулууны Бат-Оргил | 500 м     | 48.63        | 3            | Завершил выступления | Завершил выступления | Завершил выступления | Завершил выступления | Завершил выступления | 24    |
| Батчулууны Бат-Оргил | 1000 м    | 1:40.41      | 4            | Завершил выступления | Завершил выступления | Завершил выступления | Завершил выступления | Завершил выступления | 29    |